# Veloursleder
Veloursleder (von französisch velours [vəˈlu(ː)ʁ] ‚Samt‘), Rauleder, auch Suède (französischer Begriff für Schweden) genannt, ist ein Sammelbegriff für Lederarten mit rauer Gebrauchsfläche. Nicht korrekt wird das Veloursleder umgangssprachlich auch als Wildleder bezeichnet.
Allen Veloursledern ist gemein, dass diese Oberfläche direkt aus den Fasern der Retikularschicht der tierischen Haut entsteht – wogegen bei Nubukledern nur die oberste Hautschicht (der sog. Narben) leicht angeschliffen wird.
Unterschieden werden kann unter anderem nach Einsatzzweck (Schuhvelours, Bekleidungsvelours usw.), Rohwarenart (Schweinsvelours usw.) und Qualität (Velours, Spaltvelours).
Für Veloursleder wurden schon immer Rohwaren schlechter Oberflächenqualität verwendet, da in den Folgeprozessen die oberste Hautschicht abgestoßen oder abgeschliffen wird, oder die Innenseite (Fleischseite) der Haut als Oberfläche veredelt wird.

## Herstellung

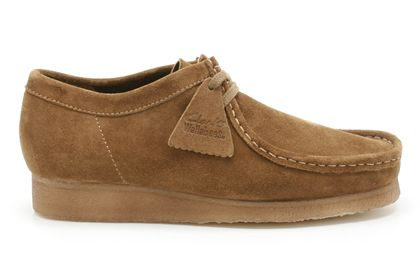
Schuh aus Veloursleder

### Historisch
Nach ersten Reinigungsschritten (Weiche) wird eine sogenannte Schwitze durchgeführt – ein kontrollierter Fäulnisprozess, bei dem die obere Hautschicht soweit bakteriell zerstört wird, dass sie danach am Gerberbaum mit einem stumpfen Messer leicht mechanisch entfernt werden kann. Nach den Folgeprozessen (Gerbung, Färbung) wird die Lederoberfläche am Dollierrad oder mit Bimsstein bis zur gewünschten feinen Oberflächenstruktur nachbearbeitet.

### Industriell
Heute werden Veloursleder nach einer Zwischentrocknung maschinell mit Schleifpapieren bearbeitet. Durch die erst nachfolgende Färbung erreicht man brillantere Färbungen. Gefärbtes Veloursleder kann heute auch bei hoher Beanspruchung und Tageslichteinfluss eingesetzt werden.
Pelzvelours bzw. Velourspelze, also Pelze mit der zu Veloursleder veredelten Aasseite, benötigen einen anderen Gerbprozess, bei dem die Haare erhalten bleiben, siehe Pelzzurichtung.